# Phobolosia grandimacula
Phobolosia grandimacula là một loài bướm đêm trong họ Erebidae.